# 付费通
付费通是中華人民共和國上海市一個支付網站，用戶可以在該網站上支付水、电、燃气、手机、固话、宽带、有线电视、房产税等費用。

## 歷史
該網站的經營公司上海付费通信息服务有限公司于2003年5月31日成立，由上海市信息投资股份有限公司、上海市电信公司、上海市自来水市北有限公司、银联商务有限公司、亿通国际股份有限公司共同投资组建。總部位於黃浦區東銀大廈。
2014年6月30日，付费通终止向支付宝提供公共事业账单通道业务。
2018年8月，拼多多入股付费通，持股比例为39.64%。2020年1月23日，拼多多联合创始人、CEO陈磊實際控制的上海易翼信息科技有限公司收購付费通50.01%的股权。付費通剩下的41.87%、3.69%、2.22%股權分別由上海市信息投资股份有限公司、天翼电子商务有限公司、银联商务股份有限公司持有。

## 外部連結
- 官方网站